# Ducati monocilindriche
Le Ducati monocilindriche sono motociclette prodotte dalla Ducati dal 1950 al 1974. 

## Contesto e storia
L'ingegnere capo Fabio Taglioni sviluppò in questi anni un sistema di valvole desmodromiche, un sistema che apre e chiude le valvole utilizzando l'albero a camme, senza bisogno di molle delle valvole. Questo sistema di valvole è diventato un marchio di fabbrica delle motociclette Ducati. Nel 1926, i fratelli Adriano e Marcello Ducati fondarono la Società Scientifica Radio Brevetti Ducati, un'azienda di Bologna che produceva valvole, condensatori e altri componenti radio. Il 1° giugno 1935 nasce la fabbrica a Borgo Panigale. Nel 1940, l'azienda era impegnata nella produzione di apparecchiature elettroniche per l'esercito, rendendo la fabbrica un bersaglio per i bombardamenti alleati della Seconda Guerra Mondiale. Lo stabilimento a Borgo Panigale venne più di una volta duramente colpito, ma mantenne la produzione.

## Ducati Cucciolo

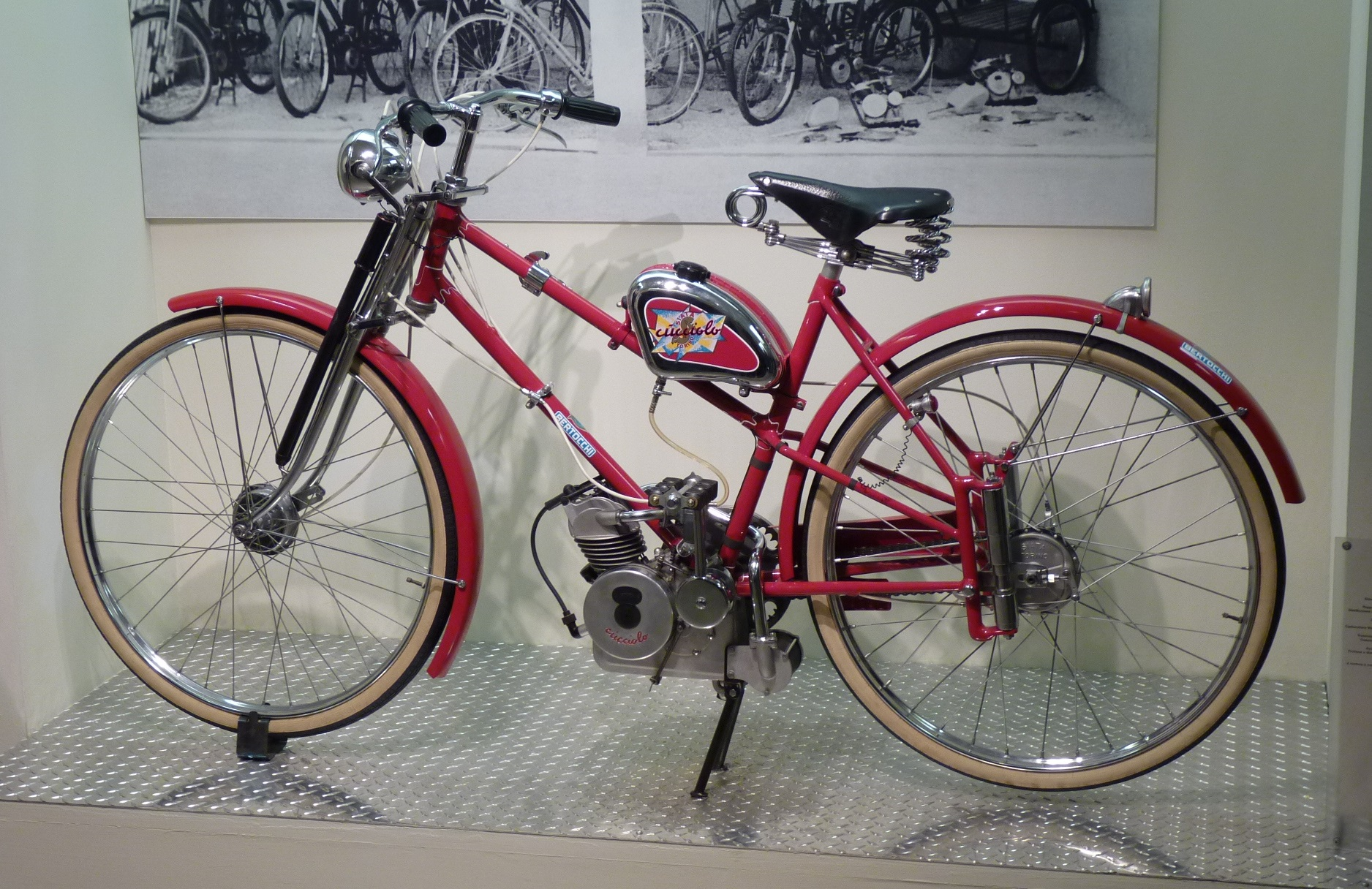
Siata-Ducati Cucciolo 50, 1946.

Durante la Seconda guerra mondiale, era stato sviluppato dalla Società Italiana Applicazioni Tecniche Auto-Aviatorie (SIATA) un piccolo motore da montare su una bicicletta, chiamato Cucciolo, prodotto dalla Ducati dal 1945 al 1958. Il peso del motore era inferiore a 8 kg. Nel 1950 la Ducati iniziò a produrre la propria motocicletta con lo stesso nome. Il Cucciolo era stato ideato dall’ingegner Aldo Farinell, pur solo come prototipo, nel corso degli ultimi anni di guerra. La SIATA di Torino annunciò in un catalogo pubblicato nel 1946: “Per soddisfare le innumerevoli richieste del mercato interno ed esterno, Cucciolo è ora costruito in grandi serie parallelamente dalle Officine SIATA di Torino e dagli Stabilimenti di Bologna della S.S.R. Ducati”.